# Аневризма
Аневризма (или аневризъм) е патологично разширение на кръвоносен съд, вследствие отслабване на съдовата стена, което може да доведе до смърт. Аневризмите най-често се появяват в артериите в основата на главния мозък и в аортата. Много често аневризмите не предизвикват никакви симптоми в организма на човека. Понякога първата им проява е масивен кръвоизлив, често с фатални последици. Когато са в мозъка, аневризмите могат да предизвикат симптоми, подобни на тумор – главоболие, нарушения на зрението, двигателни проблеми, нарушения на равновесието, припадъци.
Аневризмите често се откриват случайно при изследвания по друг повод. Могат да се лекуват оперативно: мозъчните аневризми се клипсират в основата, след което се отстраняват. Освен оперативно, мозъчните аневризми се лекуват и безкръвно, чрез емболизация с платинени спирали „койлове“ или поставяне на платинени мозъчни стентове.

## Аневризъм на артериите на главния мозък
Това е най-опасната и най-често срещаната форма на заболяването. При нея усложненията водят до хеморагичен инсулт. При кръвоизлив се усеща рязка болка, човек в повечето случаи изгубва съзнание. Мозъчната аневризма представлява балоноподобно разширение на някоя от артериите в мозъка. Мозъчната аневризма често се открива, когато тя се спука, причинявайки кръвоизлив в мозъка или тясното пространство около мозъка. Това кървене води до хеморагичен инсулт, мозъчни увреждания и смърт. 
Годишната честота на мозъчни кръвоизливи в САЩ надхвърля 30 хиляди. Между 10% и 15% от тези пациенти умират преди достигане в болницата и над 50% умират в първите тридесет дни след кръвоизлива. Половината от тези, които оцеляват, страдат от някои трайни неврологични дефекти.
Мозъчните аневризми могат да възникнат при хора от всички възрасти, но най-често се откриват на възраст от 35 до 60 години. При жените рискът да се получи мозъчна аневризма е по-голяма от мъжете, като съотношението е 3:2,1. Статистиката сочи, че половината от пациентите умират, а другата половина остават инвалиди.

## Лечение на мозъчните аневризми
Хирургия или минимално-инвазивни ендоваскуларна „coiling“ техника може да се използва в лечението на мозъчните аневризми. Важно е да се отбележи обаче, че не всички аневризми са лекувани по време на поставяне на диагноза или са податливи и на двете форми на лечение. Пациентите трябва да се консултират със специалист неврохирург, за да се определи до каква степен и кой вид лечение да бъде приложено.

### Хирургично лечение
За да стигнат до аневризмата, хирурзите трябва първо да премахнат част на черепа. При процедура, наречена „краниотомия“, мозъчните аневризми се клипсират в основата, след което се отстраняват.

### Минимално-инвазивно лечение. Емболизация
Ендоваскуларното лечение е минимално инвазивна процедура, при която има достъп от вътрешността на кръвоносните съдове. В случай на аневризма това лечение се нарича емболизация или „coiling“. В сравнение с операцията, емболизацията не изисква отворена хирургична намеса. Вместо това лекарите използват в реално време рентгенова технология, наречена ангиография, за да се визуализира съдовата система на пациента и се осъществи лечение на болестта, от вътрешността на кръвоносните съдове.
Ендоваскуларното лечение на мозъчни аневризми включва поставяне на микрокатетър (малка пластмасова тръбичка) в бедрената артерия на левия крак на пациента и достигането чрез него през съдовата система до аневризмата. Малки платинени спирали се вкарват през микрокатетъра в аневризмата с цел да блокират притока на кръв в аневризмата и да я запълнят, като по този начин я предпазят от спукване. Спиралите са изработени от платина, така че да могат да бъдат видими чрез рентгенови лъчи и да бъдат достатъчно гъвкави, за да съответстват на формата на аневризмата. Това ендоваскуларното лечение или запълване на аневризмата се нарича емболизация и се извършва под пълна упойка. Повече от 125 хил. пациенти в цял свят са лекувани с платинени спирали. Тази процедура е много по-ниско рискова и изисква значително по-малко време за възстановяване от отворена хирургична намеса. В България подобен вид лечение се прилага от 2007 г. във ВМА София.